# Heinkel He 111
El Heinkel He 111 era un avió de bombardeig mig fabricat per l'empresa de construccions aeronàutiques Heinkel Flugzeugwerke durant l'època del Tercer Reich.
Fou un dels avions tecnològicament avançats, fabricat de manera semiclandestina durant els anys del rearmament alemany en violació del Tractat de Versalles. Va ser utilitzat àmpliament per la Luftwaffe com a bombarder i altres funcions.

## Història
Fou un dels avions utilitzats per la Legió Còndor, la força aèria alemanya que combatia en el bàndol revoltat durant la guerra civil, i que després va ser adoptat per l'exèrcit de l'aire espanyol, amb el sobrenom de “Pedro”.
També va combatre a la Segona Guerra Mundial a la Luftwaffe, sent un dels avions que va destacar a la batalla d'Anglaterra.
La Luftwaffe va comandar un aparell de passatgers per avaluar-lo, i els germans Siegfried i Walter Günter, que eren els dissenyadors d'altres avions com el Heinkel He-51, van dissenyar un bonic bimotor de 6-9 places que era un desenvolupament del Heinkel He 70, com a resposta a altres avions, també bimotors, com el Lockheed L-12 Electra Junior, el Boeing 247, o el Douglas DC-2, que equipat amb motors BMW VI 12 cilindres en V, de 600 CV, va envolar-se el 24 de febrer de 1935, pilotat pel pilot Gerhard Nitschke. A més, amb una presèrie de 6 aparells va ser testat per la Lufthansa en vols comercials i de pas anava fent fotos aèries de països com Anglaterra, França i la Unió Soviètica. També al mateix any entra en servei a la Luftwaffe amb motors el Daimler Benz DB 660C 12 cilindres en V, de 1.000 CV, amb la denominació He 111B. Posteriorment, hi va haver canvis en el disseny de les ales, per poder-les fabricar més fàcilment, i també canvis de la motorització.
Era un avió totalment metàl·lic, bimotor d'ala baixa i de forma el·líptica molt marcada en el bord de sortida; les góndoles dels motors rebien les rodes del tren d'aterratge. Encara que se'l coneix per la cúpula transparent davantera, no sempre va ser així, car en un principi duia un morro normal, amb cúpula o sense per a la metralladora davantera. Estava tripulat per 4 persones: el pilot, l'artiller davanter, que també feia les funcions de navegant i bombarder, l'artiller ventral i l'artiller dorsal, que també feia de radiotelegrafista, encara que va arribar a tenir fins a 6 persones de tripulació, per la incorporació de dos artillers més. La bodega de bombes tenia capacitat de fins a 2.000 kg de bombes en posició vertical, però va haver-hi moltes versions, amb arnesos exteriors per a bombes, torpedes i coets, amb moltes variades missions, ja que es va fer servir de torpediner, de rampa de llançament mòbil de les V 1 (bombes volants) i altres coets semblants, i fins i tot, inclòs de transport de tropes o llançament de paracaigudistes.
És de destacar que va ser l'únic avió que va rebre els tres tipus de motoritzacions disponibles en aquella època per avions militars, és a dir, els motors BMW, Daimler Benz i Junkers Jumo, movent l'hèlix tri-pales de pas variable, comandades elèctricament en vol.

## Dades tècniques (Heinkel He 111H16)
- Llargada: 16,40 metres.
- Amplada: 22,60 metres.
- Alçaria: 4 metres.
- Pes en vuit: 8.600 kilograms.
- Pes a l'envol: 14.000 kilograms.
- Velocitat màxima: 410 km/h.
- Velocitat de creuer: 350 km/h.
- Sostre: 7.500 metres.

- Autonomia: entre 1.200 i 2.700 kilòmetres.
- Tripulació: 4 persones, pilot i 3 artillers.
- Armament: 7 metralladores MG 15 de 7,62 mm situades al morro, a la cabina, a la cua, a la torreta dorsal, a la torreta ventral i 2 de laterals a través de troneres, i fins a 2.000 kg de bombes.[2]

## Teatre d'operacions

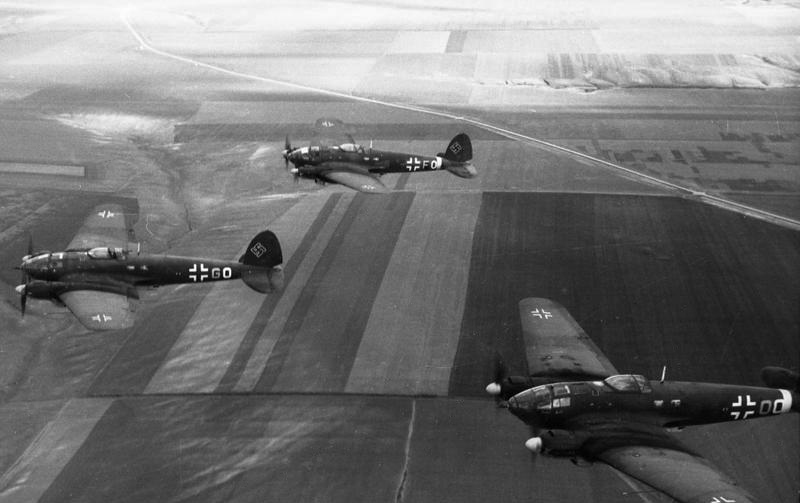
Heinkel He 111.

### Espanya
Al març del 1937 van començar arribar a Espanya els primers He 111B, i es va formar en la Legió Còndor una esquadrilla (Staffeln) de bombardeig amb aquest avió, dins del grup Kampfgruppe 88 (K 88) al mes d'agost, per formar altres a finals del mateix any, sent durant l'any 1938 quan n'hi van arribar més. A finals del 1939 van arribar els del model He 111E, i entre tots es van formar els grups 10G25 i 11G25. En total es van rebre uns 100 aparells.
La primera operació amb aquests avions va tenir lloc el 9 de març de 1937, intervenint en les batalles de Brunete, Terol, i de l'Ebre, intervenint en bombardejos esporàdics sobre Madrid i Alacant, i com és lògic en el Bombardeig de Guernica. A Espanya el nou tipus d'avió, va funcionar molt bé, ja que l'aviació de la república les FARE, no tenia gran quantitat d'avions operatius, i la seva velocitat era baixa per donar mals de cap a aquests avions, que amb les tres metralladores que duien ja feien el cas, donant molt bons resultats, que van animar a les autoritats alemanyes.
A la fi de la guerra, van quedar operatius uns 50 aparells, que junt amb els CASA 2111 “Pedros” van conformar els regiments 14 de Saragossa i 15 de Logronyo. Com a data curiosa val a dir que els Pedro junt amb els Hispano Aviació surten en la pel·lícula de La Batalla de Inglaterra com Heinkel He 111 i Messerschmitt Bf 109. Van restar actius fins a l'any 1973.

### Alemanya
Per burlar el Tractat de Versalles, els alemanys van fer servir els 6 primers prototips anomenats: He 111 V1 (Matricula 713 D-ADAP), He 111 V2 (Matricula 715 D-ALIX), He 111 V3 (D-ADAO) i He 111 V4-V6, per fer les proves de vol amb diverses motoritzacions i mides d'ales. Les motoritzacions que es van fer servir són per exemple: el  BMW 132 o el Daimler-Benz DB 600A, que són motors 12 cilindres en V. De fet, el primer prototip de bombarder va ser l'He 111 V3, i l'He 111C és la sèrie derivada de l'He 111 V4.
L'He 111 va entrar en servei tant en la Lufthansa com en la Luftwaffe l'any 1937, i en la segona, va tenir un gran paper, forçat pot ser per la manca d'un altre bombarder amb la seva capacitat, ja que els que disposava Focke-Wulf Fw 200 “Kondor”, Dornier Do 17 o el Junkers Ju 87, tenien unes capacitats inferiors. Malgrat això, va tindre un gran paper durant la batalla d'Anglaterra, on va tenir grans pèrdues, ja que de 500 aparells es van perdre 246. Va ser utilitzar com a torpediner la Batalla del Atlantic, o remolcador de planadors, fins i tot com a plataforma mòbil de llançament de les famoses (Vergeltungswaffe 1) V-1 o altres coets similars. També es va fer servir de transport de tropes i llançament de paracaigudistes al Front Oriental. Al principi, tenia la gran manca d'armament defensiu, perquè confiaven en la seva velocitat (435 km/h), però cap al final, es va incrementar el nombre d'artillers i d'armes defensives.
Cal remarcar durant aquesta època el model He 111Z, avió que resultava d'unir dos avions amb un segment d'ala que incorporava un cinquè motor, i que estava destinat a remolcar el gegantesc planador Messerschmitt Me 321 o tres Gotha Go 242.

### Altres teatres d'operacions
- Bulgària, les Forces Aèries Búlgares van comprar 1 aparell, del model He 111H-6.
- Hongria, les Zrakoplovstvo Nezavisne Države Hrvatske van rebre aparells procedents de Romania, i va utilitzar 1 avió després de la segona guerra.
- Eslovàquia, va rebre aparells desviats de Romania.
- Estats Units, la United States Army Air Force (USAAF) en va capturar després de la guerra, i un amb la marca H-20-23 està exposat en el museu de la RAF de Hendon, menys una torreta.[5]
- Regne Unit, en va capturar uns quants, i els va fer servir durant i després de la guerra.[6]
- Romania, va rebre 10 del model He 111E-3, 32 de l'He 111H-3 i 10 de l'He 111H-6, dels quals es van desviar alguns vers altres destinacions, i en va fer servir 1 aparell reconvertit d'un bombarder, per a ús civil, que no se sap la procedència, estava matriculat com YR-PTP.[7]
- Turquia, el 1937, les Forces Aèries Turques van comprar 24 He 111F-1, i van fer la comanda de 4 He 111G-2.
- Xina, hi van vendre 10 primers aparells del model He 111A-0 rebutjats per la Luftwaffe per manca de potència en càrrega bèl·lica.

## Models
- He 111V-1 - V-6

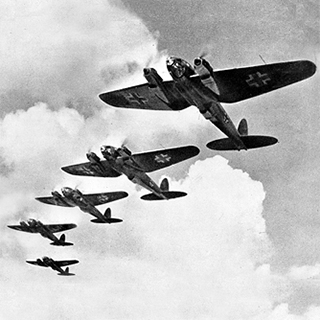
Formació de Heinkel He 111 durant la batalla d'Anglaterra

Primers prototips, amb diversos equipaments de motors i longituds alars, destinats a proves.
- He 111A-0

Serie de 10 Prototips militars derivats de l'He 111V-3, equipats amb motors BMW VI de 600 CV provats a Rechlin i rebutjats per la Luftwaffe, venuts a la Xina.
- He 111B-0

Presèrie semblants a l'He 111A-0', però amb motors Daimler Benz DB 600A de 880 CV.
- He 111B-1

Serie equipada de motors Daimler Benz DB 600C, i tres variants de torretes davanteres. La primera un muntatge Ikaria, la segona una metralladora revòlver DL 15 i la tercera la metralladora MG 15.
- He 111B-2

Serie com el B-0 pro amb motors Daimler Benz DB 600GG i nous radiadors amb entrades al costat de les ales o incorporats a elles, als motors Daimler Benz DB 600Ga.
- He 111B-3

Modificació del B-2 com a entrenador.
- He 111C-0

6 avions de presèrie.
- He 111D-0

Preproducció amb motors Daimler Benz DB 600Ga
- He 111D-1

Producció d'algunes unitats, notable per la incorporació de sistemes de guiat i assistència d'aterratge per ràdio.
- He 111E-0

Preproducció igual al B-0 pro amb motors Junkers Jumo 210 A-1.
- He 111E-1

Serie del E-0 amb motors Junkers Jumo 211 A-1 de 1.000 CV.
- He 111E-2

Serie no produïda, prevista per muntar motors Junkers Jumo 211 A-1s i A-3s
- He 111E-3

Producció de bombarders del mateix disseny que l'E-2 amb motors Junkers Jumo 211 A-3s.
- He 111E-4

Model amb carregadors exteriors de fins a 2.000 kg de bombes.
- He 111E-5

Model amb dipòsits interiors extres de més capacitat de carburant.
- He 111F-1

Producció de 24 bombarders per exportar cap a Turquia.
- He 111F-2

20 aparells com el F-1 pro amb la instal·lació optimitzada.
- He 111F-3

Versió de reconeixement, en lloc de bombes i portava càmeres RB.
- He 111F-4

Petit nombre d'aparells dotats per comandament de comunicacions, amb equipament semblant al G-5.
- He 111F-5

No va entrar en producció perquè ja hi havia el model P que era superior.
- He 111G-0

Preproducció de l'avió de transport. Introducció del nou perfil d'ala més rectilínia i més fàcil de fabricar.
- He 111G-3

També conegut com a V-14. Model que duia motors en estrella BMW 132Dc.
- He 111G-4

També conegut com a V-16. Model equipat de motors Daimler Benz DB 600G.
- He 111G-5

4 avions fabricats per exportar a Turquia, equipats amb motors Daimler Benz DB600Ga.
- He 111J-0

Preproducció de torpediner similar al F-4, però amb motors Daimler Benz DB600CG.
- He 111J-1

Producció del torpediner, però 90 van ser transformats en bombarders.
- He 111L

Designació alternativa a l'He 111G-3 per transport civil.
- He 111P-0

Preproducció d'aparells amb les ales més rectes, góndola ventral per artiller, nova cúpula davantera transparent, i motors Daimler Benz 601Aa.
- He 111P-1

Serie d'aparells amb 3 metralladores MG 15 com armament defensiu.
- He 111P-2

Serie amb nou tipus de ràdio, i el nombre de metralladores defensives puja a 5 MG 15.
- He 111P-3

Aparells d'entrenament amb doble control i motors Daimler Benz DB601A-1.
- He 111P-4

Serie amb armament extra de 3 metralladores més i suports externs per les bombes. A l'interior es substitueix els suports de les bombes, per un dipòsit de 835 l de combustible i un altre de 120 l d'oli, els motors són Daimler Benz DB 601A
- He 111P-5

24 aparells d'entrenament de pilots. Amb els mateixos motors que el P-4.
- He 111P-6

Alguns aparells amb motors Daimler Benz DB601N, que eren els motors que muntava el Messerschmitt Bf 109, i aquests tenien preferència.
- He 111P-6/R2

Conversió durant la guerra dels aparells sobrevivents en remolcadors de planadors.
- He 111P-7 i He 111P-8

Sense producció coneguda.
- He 111P-9

Pocs aparells fabricats per intentar vendre'ls a Hongria, els va aprofitar la Luftwaffe per a fer-los servir de remolcadors.
- He 111H-0

Preproducció d'aparells com els P-2 pro amb motors Jumo 211A-1.
- He 111H-1

Serie d'aparells equipats amb ràdio de comunicacions FuG IllaU i després FuG 10
- He 111H-2

Serie amb armament millorat amb la incorporació de dos canons al fuselatge.
- He 111H-3

Model similar a l'anterior, pro amb motors Jumo 211A-3, incorporant a més de les 5 metralladores MG 15, un canó MG FF a la proa i una altra metralladora a la cua.
- He 111H-4

Equipats en principi per motors Jumo 211D però canviats per Jumo 211F, incorporant soports per bombes exteriors i suports per torpedes.
- He 111H-5

Similar l'H-4 pro a l'interior en lloc de les rampes de bombes s'encabien dipòsits de combustible. Aquest model es va convertir en torpediner de llarg abast.
- He 111H-6

Torpediner que podia carregar 2 torpedes LT F5b a l'exterior, equipat amb motors Jumo 211F-1, 6 metralladores MG 15 i un canó MG FF al davant de la góndola ventral.
- He 111H-7

Designat com bombarder nocturn similar l'H-6, sense góndola ventral ni metralladora davantera, i al seu lloc un talla cables de globus captius.
- He 111H-8

Equipats amb motors Jumo 211D-1 són H-3 o H-5, transformats amb talla cables.
- He 111H-8/R2

Transformació d'alguns H-8 a remolcadors de planadors, i sense equip de tallar cables.
- He 111H-9

Basat en el H-6 pro amb equip de tallar cables.
- He 111H-10

Com l'anterior pro amb motors Jumo 211A-1 o D-1 i canó en góndola ventral MG FF de 20 m/m.
- He 111H-11

Versió més blindada i amb un canó incorporat al fuselatge al lloc dorsal. Motors Jumo 211F-2.
- He 111H-11/R1

Model com l'anterior, però substituint el canó per un muntatge bessó de metralladores MG 81Z de 7,92 m/m.
- He 111H-11/R2

És el H-11 convertit en remolcador de planadors.
- He 111H-12

Sèrie de llançadores de míssils contra els vaixells semblants a les V-1 Hs 293A, amb ràdio FuG 203b i sense góndola ventral.
- He 111H-14

Amb antena radiogoniomètrica FuG FuMB4 Samos i radio FuG 16.
- He 111H-14/R1

Versió de remolcador de planadors.
- He 111H-15

Plataforma de llançament dels míssils amb sistema Blohm & Voss BV 246.
- He 111H-16

Motors Jumo 211F i millora de l'armament amb metralladores MG 131, muntatge bessó MG 81Z i canó de 20 m/m MG FF.
- He 111H-16/R1

Igual que l'anterior però la torreta dorsal amb MG 131.
- He 111H-16/R2

Versió com la H-16 transformat en remolcador de planadors.
- He 111H-16/R3

Versió com l'H-16 pro amb modificacions el lloc del navegant.
- He 111H-18

Com l'H-16/R3 però equipat com guia per les operacions nocturnes.
- He 111H-20

Versió d'armament igual a l'H-16, alguns aparells amb torretes dorsals motoritzades.
- He 111H-20/R1

Versió paracaigudes, amb rampa de salt.
- He 111H-20/R2

Avió de transport i remolcador de planadors.
- He 111H-20/R3

Bombarder nocturn.
- He 111H-20/R4

Transport, amb 20 bombes de 50 kg.
- He 111H-21

Versió Basada en l'H-20/R3 amb motors Jumo 213A-1.
- He 111H-22

Nou disseny i modificació de models H-6, H-16 i H-21 per ser utilitzats com a llançadores de les V-1.
- He 111H-23

Versió basada en l'H-20/R1 amb motors Jumo 213A-1.
- He 111R

Projecte de bombarder des de gran alçària.
- He 111U

Denominació fantasma aplicat per la propaganda atribuint un rècord de la Federació Aeronàutica Internacional, aconseguit pel Heinkel He 119. Aclarit als aliats després de la segona guerra.
- He 111Z-1

Estrany aparell resultat d'unir 2 He 111 amb un segment d'ala central i un motor més, resultant un avió de dos cossos i cinc motors. Utilitzat com a remolcador del gran planador Messerschmitt Me 321.
- He 111Z-2

Bombarder de llarg abast basat en el Z-1.
- He 111Z-3

Avió de reconeixement de llarg abast basat en el Z-1.
- CASA 2.111

El 1945 es va envolar el primer “Pedro” que era una còpia de l'He 111H-2, inclosos els motors Jumo 211, però la dificultat d'obtenir motors Jumo, es va arreglar amb la compra de motors Rolls-Royce Merlin 500-45 que també es van fer servir per motoritzar els Hispano Aviació.

## Aparells Conservats
- Heinkel He 111E-1 al Museo del Aire en Cuatro Vientos (Madrid) (Hangar núm.1).
- Heinkel He 111H-20 número de fabricació 701152 a RAF Museum a Hendon (Londres).
- Heinkel He 111P-2 número de fabricació 1526 al Museu de les Forces Aèries Noruegues a Gardermoen.
- Hi ha una pàgina que relata tots els avions existents i dona notícies que es va extreure, d'un llac a Noruega, un altre Heinkel He 111 que estarà en restauració.[9] A la mateixa pagina es pot veure els diversos CASA 2111 que hi ha escampats.